# Vacinação contra a febre amarela no Brasil

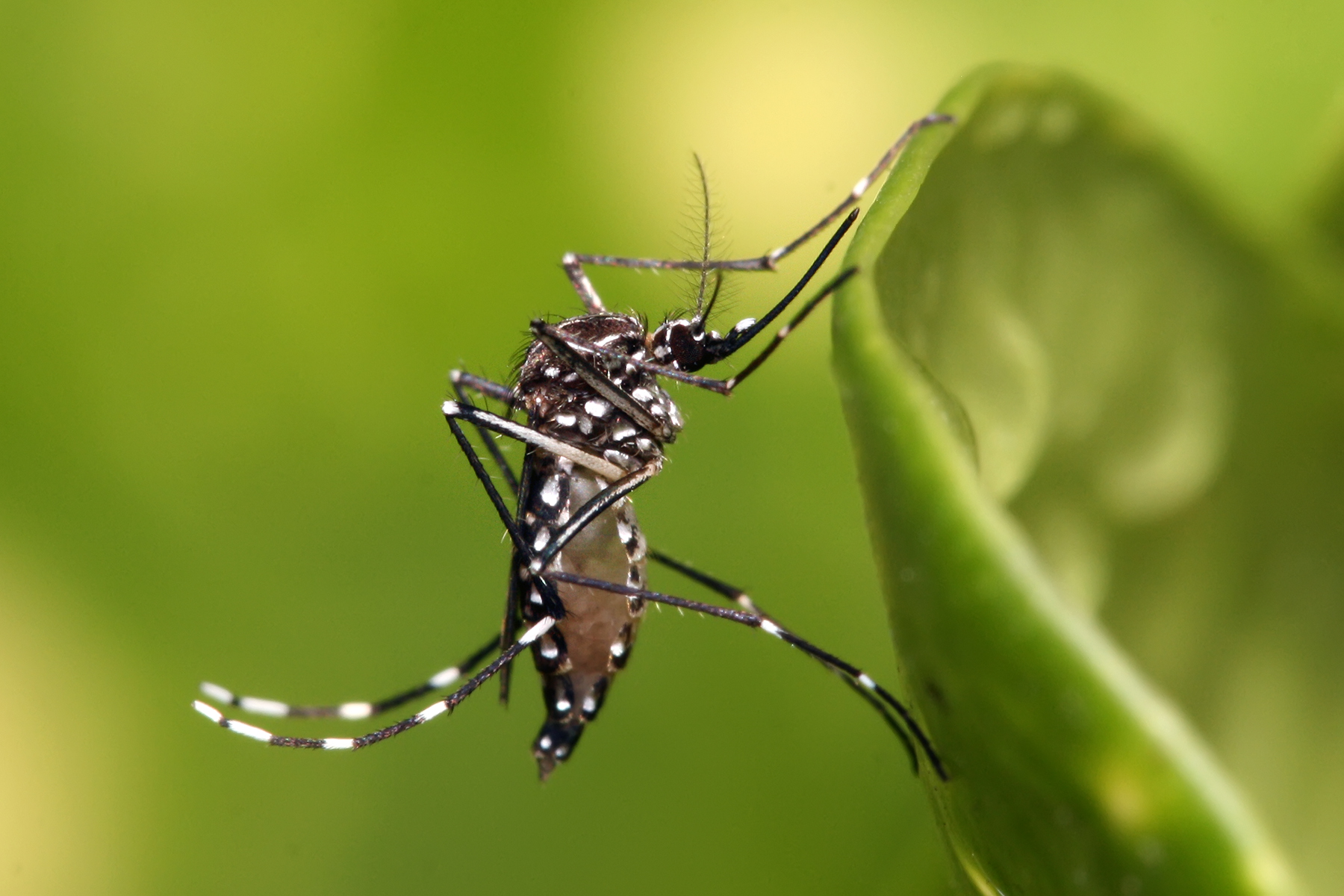

A febre amarela é uma doença viral aguda, transmitida principalmente pelos mosquitos Aedes aegypti e Haemagogus, que pode causar sintomas como febre, calafrios, dor de cabeça, e, em casos graves, hemorragias e insuficiência hepática. A infecção é endêmica em áreas tropicais da África e da América do Sul, apresentando significativa preocupação de saúde pública.
Histórico
No Brasil, a história da vacinação contra a febre amarela começou no início do século XX, quando se identificaram surtos da doença em diversas regiões, especialmente nas cidades do Rio de Janeiro e de São Paulo. A primeira vacina contra a febre amarela foi desenvolvida em 1937 por cientistas brasileiros, mas as campanhas de vacinação em larga escala foram realmente implementadas durante a epidemia de 1942, que resultou em milhares de mortes.
O Ministério da Saúde do Brasil, em colaboração com a Organização Mundial da Saúde (OMS), iniciou campanhas de vacinação em massa nas décadas de 1960 e 1970, visando erradicar a febre amarela em áreas urbanas e rurais. A vacina, que é segura e eficaz, foi incorporada ao Calendário Nacional de Vacinação, sendo administrada a crianças e a populações em áreas de risco.
Na década de 1990, o Brasil intensificou suas ações de vacinação, aumentando a vigilância epidemiológica e as campanhas de conscientização. Através dessas medidas, o país alcançou uma redução significativa nos casos de febre amarela. No entanto, surtos ainda ocorrem em algumas regiões, especialmente na Amazônia, onde a presença do mosquito vetor é mais intensa.

Recomendações atuais no Brasil
O Ministério da Saúde recomenda a vacinação contra a febre amarela para toda a população a partir dos 9 meses de idade e no caso dos viajantes, recomenda-se a aplicação com pelo menos 10 dias de antecedência.

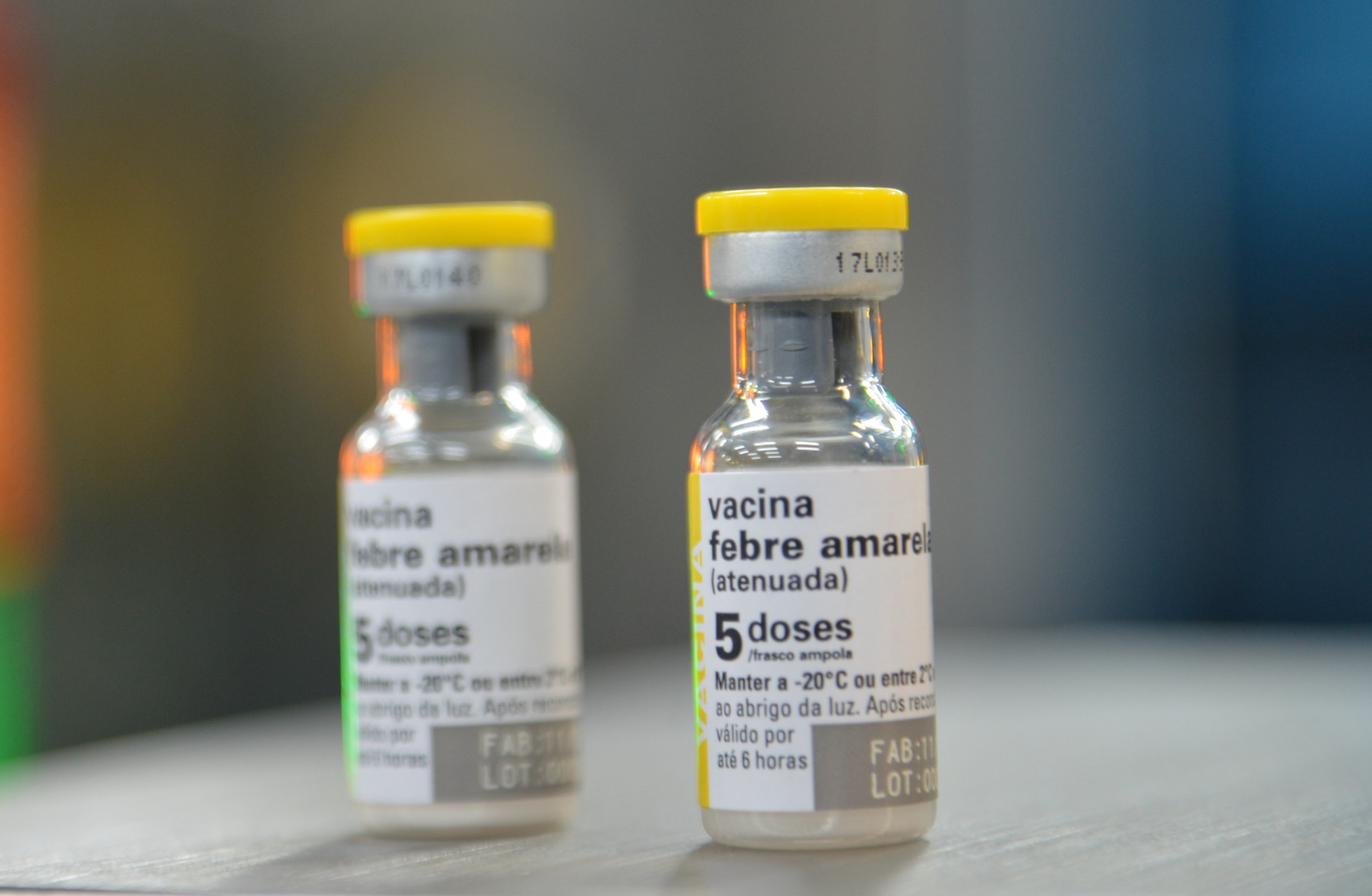

Atualmente, a vacina contra a febre amarela é disponibilizada gratuitamente pelo Sistema Único de Saúde (SUS), refletindo um com a saúde pública e a prevenção de doenças. A vacina é especialmente recomendada para pessoas que residem ou viajam para áreas consideradas de risco, como partes da Amazônia e regiões do Nordeste e Centro-Oeste, onde a transmissão do vírus é mais comum. As campanhas de vacinação são realizadas periodicamente e incluem tanto a vacinação em massa quanto a vacinação de rotina, o que permite um acompanhamento contínuo da cobertura vacinal. Essa abordagem proativa é essencial para evitar surtos e garantir a imunidade da população, especialmente em áreas vulneráveis.
A importância da imunização na prevenção da febre amarela no Brasil não pode ser subestimada. A vacina não só protege os indivíduos vacinados, mas também contribui para a imunidade coletiva, reduzindo a circulação do vírus e o risco de surtos. O controle da febre amarela é especialmente crucial em um país com grandes áreas urbanas e uma população crescente, onde a mobilidade entre regiões pode facilitar a propagação da doença. A vacinação em massa e as campanhas de conscientização têm mostrado resultados positivos, com uma redução significativa dos casos da doença ao longo das últimas décadas. Isso representa um avanço notável na saúde pública, uma vez que a febre amarela pode ter consequências devastadoras quando não controlada.
Além disso, o Brasil tem se comprometido a fortalecer as ações de vigilância epidemiológica relacionadas à febre amarela. O monitoramento constante da presença do vetor, Aedes aegypti, e a notificação imediata de casos suspeitos são práticas que ajudam a prevenir a transmissão da doença. O investimento em pesquisas para aprimorar a vacina e desenvolver novas estratégias de controle é vital para enfrentar os desafios impostos por mudanças climáticas e urbanização, que podem alterar os padrões de transmissão da febre amarela. Dessa forma, a vacina não apenas é uma ferramenta de prevenção, mas também um símbolo do progresso da saúde pública no Brasil, refletindo a capacidade do país de enfrentar e controlar doenças infecciosas por meio de políticas de saúde eficazes e integradas.